# ロービジョンケア
ロービジョンケアは文字通り、ロービジョン者に対して行われるケアのことを指す。

## 定義
元来、日本を始め多くの国では眼科における医療と視覚障害リハビリテーションとは別個のものとして考えられて来た。眼科治療において視覚が改善されない場合、失明宣告や治療上の限界を示した上で、リハビリテーション施設や盲学校にその後を委ねてリハビリテーションを行うような形が主流だった。つまり眼科、医療現場においてリハビリテーションを行うという思想は皆無に近かった。
1980年代後半より、全盲者とロービジョン者に分けてケアをする考えが欧米で提唱され始めた。何らかの視覚的な機能が残されているロービジョン者の場合、それを活用するべきであり、医療現場においてそれはなされるべきとの考えが広まって行った。
2000年４月には日本ロービジョン学会が設立され、毎年１回学術総会が開催され、活発な議論が展開されている。
ロービジョンに関しては定義が様々であるために、しばしばロービジョンケアの対象者はどこまでかという論議が繰り広げられる。梁島は「手動弁以上の視機能を有していれば視覚として活用できるのでロービジョン者である」とし、ケアの必要性を訴えている。たとえ視力が(1.0)あっても、視野の問題で行動が不自由になる者もいる。視野も視力も異常が無いが、羞明で苦しむ者もいる。
身体障害者福祉法により身体障害者手帳を取得した者のみならず、日常生活になんらかの視覚的困難を持つ人は全て広義のロービジョン者であり、何らかのケアが必要であると思われる。